# Lascoria dulcena
Lascoria dulcena är en fjärilsart som beskrevs av William Schaus 1906. Lascoria dulcena ingår i släktet Lascoria och familjen nattflyn. Inga underarter finns listade i Catalogue of Life.